# Davide Sinigaglia
Davide Sinigaglia (Tradate, 29 luglio 1981) è un calciatore italiano, attaccante del Cellatica.

## Caratteristiche tecniche
Attaccante mobile, abile tatticamente e nell'uno contro uno, può giocare come seconda punta o esterno offensivo.

## Carriera

### Club
Inizia a giocare all'età di nove anni nel Torino Club di Gallarate, e tre anni dopo passa nelle giovanili dell'Inter. Esordisce in serie A il 7 febbraio 1999 in Inter-Empoli entrando nei minuti finali al posto di Nicola Ventola.
Nel 2000 inizia la sua avventura in giro per l'Italia, prima al Meda in Serie C2 (31 gare e 11 gol), poi al Padova in C1 (20 partite e 3 reti). Seguono le esperienze al Monza in C1 (29 presenze e 13 goal), dopo la quale viene rilevato in comproprietà dalla Ternana, ed al Lumezzane in C1 (33 gare e 15 reti).
Nel 2004 lo acquista la Reggina in serie A, ma dopo il precampionato il mancato accordo tra i calabresi e la Ternana comproprietaria del cartellino porta alla cessione in serie B, all'Arezzo, dove gioca 11 partite.  Durante la sessione invernale del calciomercato 2004-2005 si trasferisce all'Atalanta, in Serie A, dove segna 1 goal in 12 presenze.
Nell'estate 2005 è passato in prestito con diritto di riscatto al Genoa (serie C1). Nel gennaio 2006 torna all'Arezzo, che in estate lo gira in prestito con diritto di riscatto al Padova.
Dal 2007 passa al Novara. Alle visite mediche gli viene riscontrato un tumore benigno a un testicolo, e dopo due operazioni riprende a giocare nel settembre dello stesso anno. Resta ai piemontesi per due stagioni, realizzando 9 gol in 56 partite, e il 10 luglio 2009 passa al Cesena, neopromosso in Serie B. Durante la permanenza in azzurro, nella gara del 25 novembre 2007 contro il Foggia, si rese protagonista di un atto di fair play fallendo intenzionalmente un calcio di punizione in area di rigore in quanto accordato erronaeamente dall'arbitro.
Nel gennaio 2010 il Cesena ne ufficializza il prestito alla Virtus Lanciano, con la quale debutta pochi giorni dopo, partendo da titolare nella partita contro l'Hellas Verona. Rientrato in Romagna, inizia la stagione 2010-2011 con la maglia del Cesena in Serie A senza essere mai impiegato in competizioni ufficiali.
Il 28 gennaio 2011, durante la sessione invernale di mercato, viene prelevato a titolo gratuito dalla Ternana e al debutto contro il Viareggio realizza subito una doppietta che permette alla Ternana di vincere 3-2. Realizza 5 marcature nel girone di ritorno ma a fine stagione retrocede con la Ternana in Lega Pro Seconda Divisione dopo i play out contro il Foligno. La squadra rossoverde tuttavia viene ripescata per completamento organici e insieme ad altri pochi compagni viene riconfermato per la stagione 2011-2012, che si concluderà con la promozione delle Fere in Serie B. Conclude la stagione con 30 presenze e 8 reti, e il 29 maggio rinnova il suo contratto con la Ternana fino al 30 giugno 2013. In Serie B viene utilizzato pochissimo e a fine anno resta svincolato.
Il 2 settembre 2013 sottoscrive un contratto annuale con il Monza, che a fine stagione viene ammessa alla nuova Lega Pro. Conclude la stagione in campionato con 27 presenze e 12 reti totalizzate.
Il 2 agosto 2014 si trasferisce a titolo definitivo alla Reggiana firmando un contratto biennale coi granata.
Il 2 febbraio 2015 viene ufficializzato il suo passaggio in prestito alla Giana Erminio, compagine militante nel girone A di Lega Pro. Realizza la sua prima rete con la maglia gorgonzolese nel successo interno, per 2-1, sul Monza. Il 26 maggio la società lombarda annuncia di non voler riscattare il giocatore, che a fine giugno fa così ritorno alla Reggiana.
Il 31 agosto 2015, nell'ultimo giorno della sessione estiva di calciomercato, passa a titolo definitivo alla Pistoiese, militante nel girone B di Lega Pro. Dopo un positivo avvio di campionato perde il posto da titolare, ritrovando continuità di impiego solo dopo la sostituzione dell'allenatore Massimiliano Alvini con Valerio Bertotto, e a fine stagione non viene confermato.
L'8 settembre 2016 firma per il Grosseto, scendendo in Serie D; si svincola nel dicembre dello stesso anno dopo quattordici presenze e un gol. Il 5 febbraio 2017 firma un contratto fino al termine della stagione con il Parma, con cui ottiene la promozione in Serie B dopo i play-off del campionato di Lega Pro 2016-2017. A fine stagione resta svincolato, e nel settembre 2017 passa al Nibbiano & Valtidone, squadra piacentina del campionato di Eccellenza chiudendo la stagione con 24 presenze e 3 reti messe a segno.
Nel luglio 2019 firma un contratto annuale con l'Ardor Lazzate, squadra militante nel campionato di eccellenza lombarda, il 17 ottobre diventa (rimanendo anche calciatore) direttore amministrativo della scuola calcio.
Il 4 dicembre dopo 13 presenze e lascia la squadra dell'omonima cittadina e firma un contratto fino al termine della stagione con l'Atletico Castegnato, squadra di promozione lombarda. Segna la sua prima rete nella vittoria interna avvenuta con il Vighenzi Calcio per 2-1. Grazie alle sue reti contribuisce alla vittoria finale del campionato venendo promosso in Eccellenza, rinnovando il contratto per un'altra stagione. Rinnovo arrivato anche per la stagione 2021/2022.

### Nazionale
Ha iniziato la trafila con la Nazionale italiana con l'Under-15 dove dal 1996 al 1997 è sceso in campo in quattordici occasioni segnando una rete, dal 1997 al 1998 è stato un punto fermo dell'Under-16 segnando 4 reti in dodici presenze e dal 1998 fino al 2000 ha fatto parte dell'Under-18 con un bottino di 2 reti in sei incontri disputati.

## Statistiche

### Presenze e reti nei club
| Stagione                   | Squadra                    | Campionato                 | Campionato | Campionato | Coppe nazionali | Coppe nazionali | Coppe nazionali | Coppe continentali | Coppe continentali | Coppe continentali | Altre coppe | Altre coppe | Altre coppe | Totale | Totale |
| Stagione                   | Squadra                    | Comp                       | Pres       | Reti       | Comp            | Pres            | Reti            | Comp               | Pres               | Reti               | Comp        | Pres        | Reti        | Pres   | Reti   |
| -------------------------- | -------------------------- | -------------------------- | ---------- | ---------- | --------------- | --------------- | --------------- | ------------------ | ------------------ | ------------------ | ----------- | ----------- | ----------- | ------ | ------ |
| 1997-1998                  | Inter                      | A                          | 0          | 0          | CI              | 0               | 0               | CU                 | 0                  | 0                  | -           | -           | -           | 0      | 0      |
| 1998-1999                  | Inter                      | A                          | 1          | 0          | CI              | 0               | 0               | UCL                | 0                  | 0                  | -           | -           | -           | 1      | 0      |
| 1999-2000                  | Inter                      | A                          | 0          | 0          | CI              | 0               | 0               | -                  | -                  | -                  | -           | -           | -           | 0      | 0      |
| Totale Inter               | Totale Inter               | Totale Inter               | 1          | 0          |                 | 0               | 0               |                    | 0                  | 0                  |             | -           | -           | 1      | 0      |
| 2000-2001                  | Meda                       | C2                         | 31         | 11         | CI-C            | 4               | 2               | -                  | -                  | -                  | -           | -           | -           | 35     | 13     |
| 2001-2002                  | Padova                     | C1                         | 20         | 3          | CI-C            | 3               | 1               | -                  | -                  | -                  | -           | -           | -           | 23     | 4      |
| 2002-2003                  | Monza                      | C1                         | 29         | 13         | CI-C            | 5               | 2               | -                  | -                  | -                  | -           | -           | -           | 34     | 15     |
| 2003-2004                  | Lumezzane                  | C1                         | 33+4       | 15+0       | CI-C            | 4               | 1               | -                  | -                  | -                  | -           | -           | -           | 41     | 16     |
| 2004-gen. 2005             | Arezzo                     | B                          | 11         | 0          | CI              | 3               | 1               | -                  | -                  | -                  | -           | -           | -           | 14     | 1      |
| gen.-giu. 2005             | Atalanta                   | A                          | 12         | 1          | CI              | 1               | 0               | -                  | -                  | -                  | -           | -           | -           | 13     | 1      |
| 2005-gen. 2006             | Genoa                      | C1                         | 15         | 3          | CI              | 2               | 0               | -                  | -                  | -                  | -           | -           | -           | 17     | 3      |
| gen.-giu. 2006             | Arezzo                     | B                          | 11         | 0          | CI              | -               | -               | -                  | -                  | -                  | -           | -           | -           | 11     | 0      |
| Totale Arezzo              | Totale Arezzo              | Totale Arezzo              | 22         | 0          |                 | 3               | 1               |                    | -                  | -                  |             | -           | -           | 25     | 1      |
| 2006-2007                  | Padova                     | C1                         | 31         | 6          | CI-C            | 4               | 2               | -                  | -                  | -                  | -           | -           | -           | 35     | 8      |
| Totale Padova              | Totale Padova              | Totale Padova              | 51         | 9          |                 | 7               | 3               |                    | -                  | -                  |             | -           | -           | 58     | 12     |
| 2007-2008                  | Novara                     | C1                         | 28         | 2          | CI-C            | 5               | 1               | -                  | -                  | -                  | -           | -           | -           | 33     | 4      |
| 2008-2009                  | Novara                     | PD                         | 28         | 7          | CI-LP           | 7               | 3               | -                  | -                  | -                  | -           | -           | -           | 35     | 10     |
| Totale Novara              | Totale Novara              | Totale Novara              | 56         | 9          |                 | 12              | 4               |                    | -                  | -                  |             | -           | -           | 68     | 13     |
| lug.-dic. 2009             | Cesena                     | B                          | 7          | 1          | CI              | 1               | 0               | -                  | -                  | -                  | -           | -           | -           | 8      | 1      |
| gen.-giu. 2010             | Lanciano                   | PD                         | 10         | 1          | CI-LP           | 0               | 0               | -                  | -                  | -                  | -           | -           | -           | 10     | 1      |
| lug.-dic. 2010             | Cesena                     | A                          | 0          | 0          | CI              | 0               | 0               | -                  | -                  | -                  | -           | -           | -           | -      | -      |
| Totale Cesena              | Totale Cesena              | Totale Cesena              | 7          | 1          |                 | 1               | 0               |                    | -                  | -                  |             | -           | -           | 8      | 1      |
| gen.-giu. 2011             | Ternana                    | PD                         | 13+2       | 4+1        | CI-LP           | 0               | 0               | -                  | -                  | -                  | -           | -           | -           | 15     | 5      |
| 2011-2012                  | Ternana                    | PD                         | 30         | 8          | CI-LP           | 6               | 3               | -                  | -                  | -                  | SL-1D       | 2           | 0           | 38     | 11     |
| 2012-2013                  | Ternana                    | B                          | 15         | 0          | CI              | 1               | 1               | -                  | -                  | -                  | -           | -           | -           | 16     | 1      |
| Totale Ternana             | Totale Ternana             | Totale Ternana             | 58+2       | 11+1       |                 | 9               | 6               |                    | -                  | -                  |             | 2           | 0           | 71     | 18     |
| 2013-2014                  | Monza                      | SD                         | 27         | 12         | CI-LP           | 2               | 0               | -                  | -                  | -                  | -           | -           | -           | 39     | 12     |
| Totale Monza               | Totale Monza               | Totale Monza               | 56         | 25         |                 | 7               | 2               |                    | -                  | -                  |             | -           | -           | 63     | 27     |
| 2014-2015                  | Reggiana                   | LP                         | 21         | 2          | CI-LP           | 2               | 0               | -                  | -                  | -                  | -           | -           | -           | 23     | 2      |
| gen.-giu. 2015             | Giana Erminio              | LP                         | 14         | 3          | CI-LP           | -               | -               | -                  | -                  | -                  | -           |             | -           | 14     | 3      |
| lug.-ago. 2015             | Reggiana                   | LP                         | 0          | 0          | CI              | 2               | 1               | -                  | -                  | -                  | -           | -           | -           | 2      | 1      |
| Totale Reggiana            | Totale Reggiana            | Totale Reggiana            | 21         | 2          |                 | 4               | 1               |                    | -                  | -                  |             | -           | -           | 25     | 3      |
| 2015-2016                  | Pistoiese                  | LP                         | 29         | 4          | CI-LP           | 1               | 0               | -                  | -                  | -                  | -           | -           | -           | 30     | 4      |
| set.-dic. 2016             | Grosseto                   | D                          | 14         | 1          | CI-D            | 3               | 2               | -                  | -                  | -                  | -           | -           | -           | 17     | 3      |
| feb.-giu. 2017             | Parma                      | LP                         | 2          | 0          | CI-LP           | 0               | 0               | -                  | -                  | -                  | -           | -           | -           | 2      | 0      |
| 2017-2018                  | Nibbiano e Valtidone       | Ecc                        | 24         | 3          | CI-Dil.         | 1               | 0               | -                  | -                  | -                  | -           | -           | -           | 25     | 3      |
| ott. 2018-2019             | Darfo Boario               | D                          | 28+1       | 7          | CI-D            | -               | -               | -                  | -                  | -                  | -           | -           | -           | 28     | 7      |
| lug.-dic. 2019             | Ardor Lazzate              | Ecc                        | 13         | 5          | CI-Dil.         | 5               | 3               | -                  | -                  | -                  | -           | -           | -           | 18     | 8      |
| dic. 2019-giu. 2020        | Atletico Castegnato        | Pro                        | 7          | 4          | -               | -               | -               | -                  | -                  | -                  | -           | -           | -           | 7      | 4      |
| 2020-2021                  | Atletico Castegnato        | Ecc                        | 4          | 2          | CI-Dil.         | 2               | 1               | -                  | -                  | -                  | -           | -           | -           | 6      | 3      |
| Totale Atletico Castegnato | Totale Atletico Castegnato | Totale Atletico Castegnato | 11         | 6          |                 | 2               | 1               |                    | -                  | -                  |             | -           | -           | 13     | 7      |
| Totale carriera            | Totale carriera            | Totale carriera            | 508+7      | 117+1      |                 | 66              | 26              |                    | 0                  | 0                  |             | 2           | 0           | 582    | 144    |

## Palmarès

### Club

#### Competizioni nazionali
- Lega Pro Prima Divisione: 1

Ternana: 2011-2012

#### Competizioni giovanili
- Campionato Allievi Nazionali: 1

Inter: 1997-1998